# Modrý album
Modrý album je desáté studiové album Miroslava Žbirky, které v roce 2001 vydalo hudební vydavatelství Universal Music.

## Seznam skladeb
1. „Jediná“
2. „Je mi fajn“
3. „Kvôli tebe“
4. „Mayday“
5. „Vstávaj“
6. „Bezchybná“
7. „Len zatvor oči“
8. „Myslím, že ti rozumiem“
9. „Mám rád“
10. „Nad ránom“
11. „Nespáľme to krásne v nás“
12. „Milionkrát“
13. „Nesplnený sen“
14. „Co bolí to přebolí“
15. „Na klzisku“